# Østhorn (станция метро)
Østhorn — станция метрополитена Осло, расположена в северной части города, у подножья небольшого холма Havnabakken, рядом с жилыми массивами Nordberg и Korsvoll.
Станция названа по находившейся рядом (уничтоженной при строительстве данной линии) одноимённой скале.
Как и многие станции этой линии, станция имеет 2 береговых бетонных платформы, на которых установлены один или два деревянных навеса, а по задней стороне платформы — стальные мачты освещения.

## История
Станция была открыта 10 октября 1934 года в качестве остановки на трамвайной линии от «Majorstuen» (в центре города) до «Sognsvann» на севере. Часть линии между станциями «Majorstuen» и «Korsvoll» (прежнее название данной станции) изначально была двухпутной, а от станции «Korsvoll» до «Sognsvann» — однопутной. 21 февраля 1939 года этот участок был улучшен до двухпутного, а станция «Korsvoll» переименована в «Østhorn».
До изменения маршрутов 3 апреля 2016 года станция входила в состав линии 4/6. В 1990-х годах все станции этой линии (маршрута) были перестроены: их платформы были увеличены как в длину (для возможности приёма четырёхвагонных составов вместо ранее использовавшихся двухвагонных), так и в высоту, а между колеями путей был проложен контактный рельс. Пути станций, изначально предназначенные для легкорельсового транспорта, были перепрофилированы для возможности принятия поездов метрополитена.
С 3 апреля 2016 года станция входит в состав линии (маршрута) №5 метрополитена Осло.